# Ficaria ficarioides
Ficaria ficarioides (Bory & Chaub.) Halácsy – gatunek rośliny z rodziny jaskrowatych (Ranunculaceae Juss.). Występuje naturalnie w południowej Europie i południowo-zachodniej Azji. 

## Rozmieszczenie geograficzne
Rośnie naturalnie w południowej Europie i południowo-zachodniej Azji. Na Cyprze ma status gatunku autochtonicznego. Występuje w górach Trodos na wysokości do 1350 m n.p.m. W Grecji został zaobserwowany w regionach Grecja Zachodnia, Grecja Środkowa, Peloponez i Kreta oraz na wyspie Karpatos. 

## Morfologia
PokrójDorasta do 7 cm wysokości.
KwiatyDziałki kielicha mają żółtą barwę.
OwoceNagie niełupki.
Gatunki podobneRoślina jest podobna do ziarnopłonu wiosennego (Ficaria verna), ale osiąga mniejsze rozmiary, a liście mają wyraźnie ząbkowane brzegi lub lekko klapowane. Ponadto działki kielicha mają żółtawą barwę, a niełupki są nagie.

## Biologia i ekologia
Rośnie w lasach i na podmokłych łąkach.